# Wichukkollu Loma
Wichukkollu Loma är en kulle i Bolivia.   Den ligger i departementet Oruro, i den västra delen av landet, 400 km väster om huvudstaden Sucre. Toppen på Wichukkollu Loma är 4 470 meter över havet.
Terrängen runt Wichukkollu Loma är huvudsakligen kuperad, men åt nordväst är den platt. Trakten runt Wichukkollu Loma är nära nog obefolkad, med mindre än två invånare per kvadratkilometer.. 
Omgivningarna runt Wichukkollu Loma är i huvudsak ett öppet busklandskap.